# Faton Ademi
Faton Ademi (* 19. Mai 2006) ist ein deutsch-kosovarischer Fußballspieler.

## Verein
Ademi spielte in der Jugend bis 2019 für Alemannia Aachen, anschließend von 2019 bis 2021 beim SV 1914 Eilendorf, ehe er im Januar 2022 zur Alemannia zurückkehrte. Im Juli 2024 erhielt Ademi einen Profivertrag in Aachen.
Sein Debüt in der 3. Liga gab er am 11. März 2025 (28. Spieltag) beim 3:0-Erfolg gegen den FC Ingolstadt 04. Ademi kam in der 88. Spielminute für Lukas Scepanik aufs Feld.

## Nationalmannschaft
Am 23. September 2023 bestritt Ademi ein Freundschaftsspiel für die U-19 Auswahl des Kosovo. Bei diesem 2:0-Erfolg gegen die U-19 von Liechtenstein stand er über 90. Minuten auf dem Feld.